# 659-es tervszámú tengeralattjáró
A 659-es tervszámú tengeralattjáró (NATO-kódja: Echo I. osztály) a Szovjetunióban kifejlesztett első generációs, atommeghajtású robotrepülőgép-hordozó tengeralattjáró. A Szovjet Haditengerészetnél a 651-es tervszámú tengeralattjárókat (NATO-kódja: Juliett-osztály) váltották fel velük az 1960-as években. A később, többek között ez az 1950-es évek tervei alapján készült tengeralattjáró-osztály hajói jelentették a Szovjet Haditengerészet repülőgép-hordozók ellen kifejlesztett nukleáris ütőerejét (elsősorban Egyesült Államok valamint szövetségesei ellen). Az Echo osztályú tengeralattjárók közül a szovjet jelölés szerint az első öt volt 659-es tervszámú, az azt követő 29 megépített tengeralattjáró pedig 675-ös tervszámú (Echo II. osztály).

## Története
A szovjet 659-es tervszámú tengeralattjárók (Echo I. osztály) a Komszomolszk hajógyárban készültek a szovjet Távol-Keleten 1960 és 1962 között. Hat nukleáris robbanófejjel szerelhető P–5 (NATO-kódja: SS-N-3C) robotrepülőgépet hordozhattak és indíthattak. A fedélzeti tűzvezető és felderítő radarok hiánya miatt elsősorban stratégiai és, nem pedig támadó tengeralattjáróként üzemeltették őket.

A 659-es tervszámú tengeralattjáró jellegrajza

A modern szovjet nukleáris tengeralattjáró-flotta felállításakor ezeknek a tengeralattjáróknak a jelentősége lecsökkent. 1969 és 1974 között mind az 5 db 659-es tervszámú tengeralattjárót 659T tervszámú tengeralattjáróvá alakították át. Az átalakítás során eltávolításra kerültek a robotrepülőgépek, és a hajótest víz alatti zaj csökkentése érdekében módosították a hajótest borítását, valamint a November-osztályú tengeralattjáróknál rendszeresített radar-rendszerrel szerelték fel.
Végig a Csendes-óceáni Flotta szolgálatában álltak. A K–122-est, mely 1980 augusztusában megsérült egy Okinava melletti járőrözés során a VII. rekeszben bekövetkezett tűzeset miatt. Emiatt vissza kellett vontatni Vlagyivosztokba a sürgősségi szárazdokkba. A tengeralattjárót 1985 októberében végleg kivonták az aktív szolgálatból. Az utolsó két hajót az 1990-es évek elején vonták ki a szolgálatból.

## Fordítás
- Ez a szócikk részben vagy egészben a Echo class submarine című angol Wikipédia-szócikk fordításán alapul.  Az eredeti cikk szerkesztőit annak laptörténete sorolja fel. Ez a jelzés csupán a megfogalmazás eredetét és a szerzői jogokat jelzi, nem szolgál a cikkben szereplő információk forrásmegjelöléseként.